# Diecezja Winona-Rochester

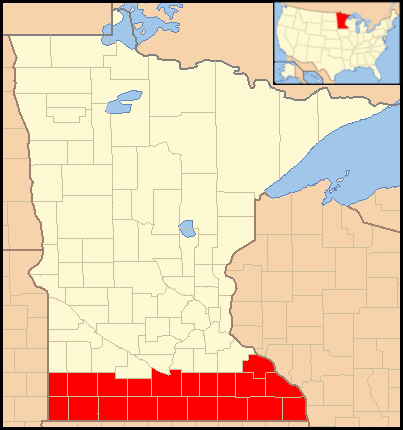
Mapa diecezji.

Diecezja Winona-Rochester (łac. Dioecesis Winonensis-Roffensis, ang. Diocese of Winona-Rochester), do 2018 diecezja Winony (łac. Dioecesis Winonensis, ang. Diocese of Winona)  – diecezja Kościoła rzymskokatolickiego w południowej części stanu Minnesota.

## Historia
Diecezja została kanonicznie erygowana 26 listopada 1889 roku przez papieża Leona XIII. Wyodrębniono ją z terenów ówczesnej archidiecezji Saint Paul. Pierwszym ordynariuszem został angielski kapłan wyświęcony w Saint Paul Joseph Bernard Cotter (1844–1909). Obecną nazwę otrzymała w 2018.

## Ordynariusze
- Joseph Bernard Cotter (1889–1909)
- Patrick Richard Heffron (1910–1927)
- Francis Martin Kelly (1928–1949)
- Edward Aloysius Fitzgerald (1949–1969)
- Loras Joseph Watters (1969–1986)
- John Vlazny (1987–1997)
- Bernard Harrington (1998–2009)
- John Michael Quinn (2009–2022)
- Robert Barron (od 2022)